# Chennur
Chennur es una ciudad censal situada en el distrito de Mancherial en el estado de Telangana (India). Su población es de 23579 habitantes (2011). Se encuentra a orillas del río Godavari.

## Demografía
Según el censo de 2011 la población de Chennur era de 23579 habitantes, de los cuales 11809 eran hombres y 11770 eran mujeres. Chennur tiene una tasa media de alfabetización del 72,06%, superior a la media estatal del 67,02%: la alfabetización masculina es del 80,96%, y la alfabetización femenina del 73,24%.